# Karl Benz
Karl Friedrich Michael Benz (později Carl Friedrich Benz, 25. listopadu 1844, Karlsruhe – 4. dubna 1929, Ladenburg) byl německý automobilový konstruktér, který vyrobil první benzínový automobil na světě – Benz Patent-Motorwagen Nummer 1.

## Život a dílo
Benz se narodil 25. listopadu 1844 jako Karl Friedrich Michael Wailend (foneticky), nemanželské dítě Josephiny Vaillant, v dnešní městské části Karlsruhe Mühlburgu (kniha narozených evangelické obce Mühlburg z roku 1844, podle výpisu z 6. prosince 1939). O rok později se jeho matka Josephine Vaillant vdala za Johanna Georga Benze. Odtud pochází jméno mladého Karla Friedricha Michaela Benze, které si později změnil na pofrancouzštěné Carl Friedrich Benz. Strojvedoucí Benz zemřel v roce 1846, rok po svatbě. Matka  musela těžce pracovat, aby svému synovi umožnila řádné vzdělání. 
Karl Benz v letech 1860–1864 studoval strojní inženýrství na polytechnice v Karlsruhe. V dalších letech vystřídal několik zaměstnání. V roce 1871 založil se společníkem Augustem Ritterem svou první firmu s materiály pro stavbu strojů a zařízení v Mannheimu. K rozvoji podnikání přispěla svým věnem Benzova snoubenka Bertha Ringerová. V roce 1872 se vzali a během dlouhého manželství se jim narodilo pět dětí, dva synové a tři dcery. Svému muži byla v jeho podnikání značnou oporou a to nejen psychickou.
Benz se pustil do stavby dvoudobého motoru v naději, že se mu podaří zdokonalit tehdejší konstrukci spalovacího motoru. První patent obdržel roku 1879. V roce 1883 založil Benz společně s vlastníky opravny na bicykly Maxem Rosem a Friedrichem Wilheimem průmyslovou společnost Benz & Company Rheinische Gasmotoren-Fabrik, zkráceně  Benz & Cie.  Vyráběla  průmyslové plynové agregáty, ale v brzké době začala  také s výrobou statických spalovacích motorů. Firma rychle rostla a  zakrátko v ní pracovalo 25 zaměstnanců. Koncem roku 1884 vyráběli 10 motorů měsíčně.
Karl Benz se ovšem začal zabývat myšlenkou vytvořit prakticky využitelný automobil. O to se již několikrát pokoušeli jiní konstruktéři, avšak neúspěšně. Benz tedy začal s návrhem čtyřdobého motoru podle Ottova patentu (958 cm³) a podvozkem tříkolového vozu. Automobil měl mít elektrické zapalování, diferenciál a vodní chlazení. 
V roce 1885 mohl Benz předvést svůj automobil, na který 29. ledna 1886 dostal patent č. 37 435 – rodný list automobilu Benz Patent Motor Car. Již v červenci roku 1886 začal s prodejem svého automobilu pod názvem Benz Velo. Spolehlivosti jeho vozu lidé nevěřili, a tak se jeho žena Bertha Benzová  v roce 1888 rozhodla s vozem Benz Patent-Motorwagen Nummer 3 uskutečnit 106 kilometrů dlouhou cestu z Mannheimu do Pforzheimu u Stuttgartu, aby spolehlivost vozu dokázala a přesvědčila tak širokou veřejnost.
V roce 1888 se nové vozidlo stalo známým za hranicemi Německa díky své účasti na mnichovské výstavě motorů a pracovních strojů, ale potenciální kupci zpočátku zůstávali skeptičtí. V roce 1889 byly nové modely Benz představeny na Světové výstavě v Paříži. Ve Francii, která měla v té době nejlepší silnice, se automobil začal šířit. 
Benz neustále vylepšoval svá vozidla.  V roce 1893 si nechal patentovat vynález řízení vozidla pomocí rejdových čepů. Prvním čtyřkolovým vozem se dvěma nápravami byl model   Benz Victoria.  V Čechách byl jeho prvním majitelem továrník Theodor von Liebieg  z Liberce, který je považován za prvního automobilistu v Čechách.  V roce 1894 vyrobil Benz upravený menší čtyřkolový vůz, který nesl název Benz Velo. Stal se prvním hromadně vyráběným automobilem.  Mezi roky 1894–1901 bylo vyrobeno 1200 kusů.   Kromě automobilů firma vyráběla autobus poháněný motorem a nákladní automobil.
V posledních letech devatenáctého století byla společnost Benz největší automobilkou světa.  V roce 1899 vyrobila 572 automobilů. Ve stejném roce byla společnost Benz & Cie. Rheinische Gasmotorenfabrik přeměněna na akciovou společnost Benz & Cie a vstoupila na burzu. V roce 1903 Carl Benz ukončil aktivní práci v představenstvu firmy a stal se členem dozorčí rady.
V roce 1906 založil Carl Benz se svými syny v Ladenburgu firmu Carl Benz Söhne, která se specializovala na výrobu vozidel. V  bývalém areálu se dnes nachází automobilové muzeum Dr. Carla Benze. 
Dne 25. listopadu 1914 udělila Technická univerzita v Karlsruhe Carlu Benzovi čestný doktorát.
V roce 1926 došlo ke sloučení společností  Benz & Cie., založené Benzem v roce 1883, a Daimler-Motoren-Gesellschaft, založené Gottliebem Daimlerem, do společnosti Daimler-Benz AG se sídlem v Berlíně a administrativním sídlem ve Stuttgartu-Untertürkheimu.
Carl Benz zemřel ve věku 84 let na zápal plic  4. dubna 1929 v Ladenburgu a byl zde také pohřben.
Benz vynalezl i nejrůznější aparáty, mj. domácí telefon, lis na stlačování balíku tabáku apod.
V roce 1955 byl oceněn Medailí Rudolfa Diesela a v roce 1984 byl za své zásluhy uveden do Automobilové síně slávy.

## Galerie

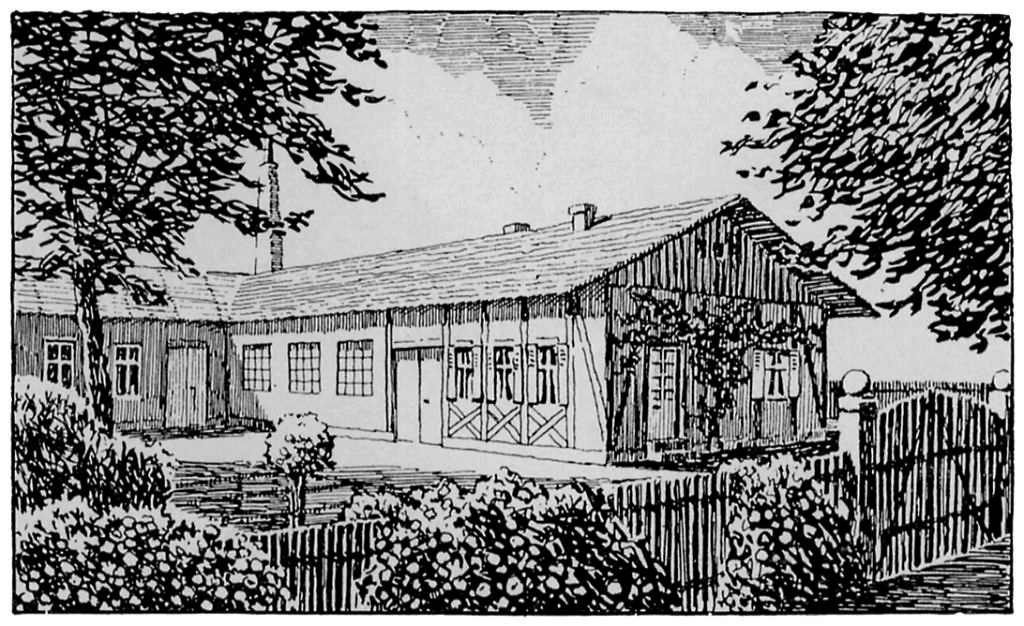
Benzova dílna v Mannheimu, Německo
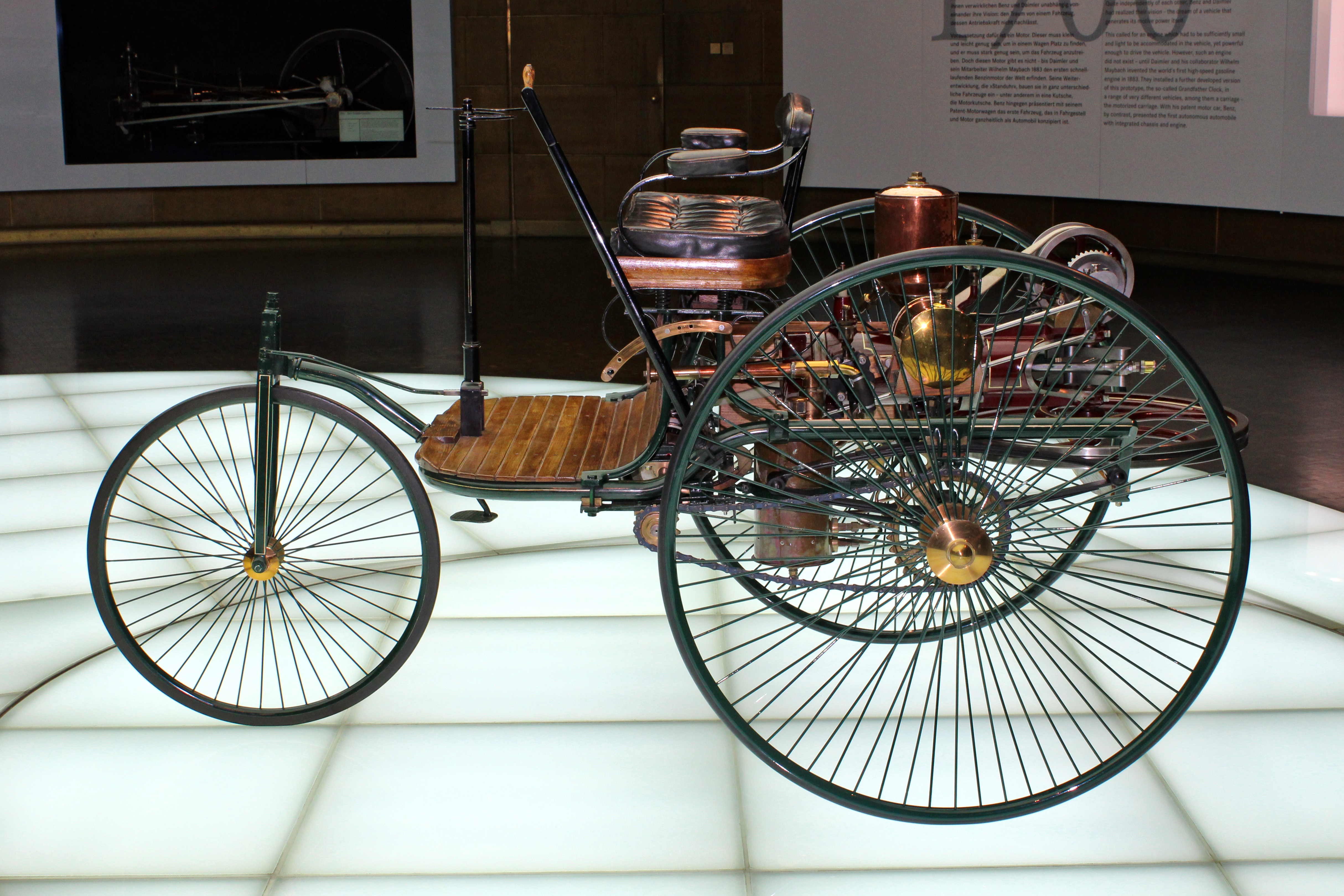
Replika Benzova vozu z roku 1885
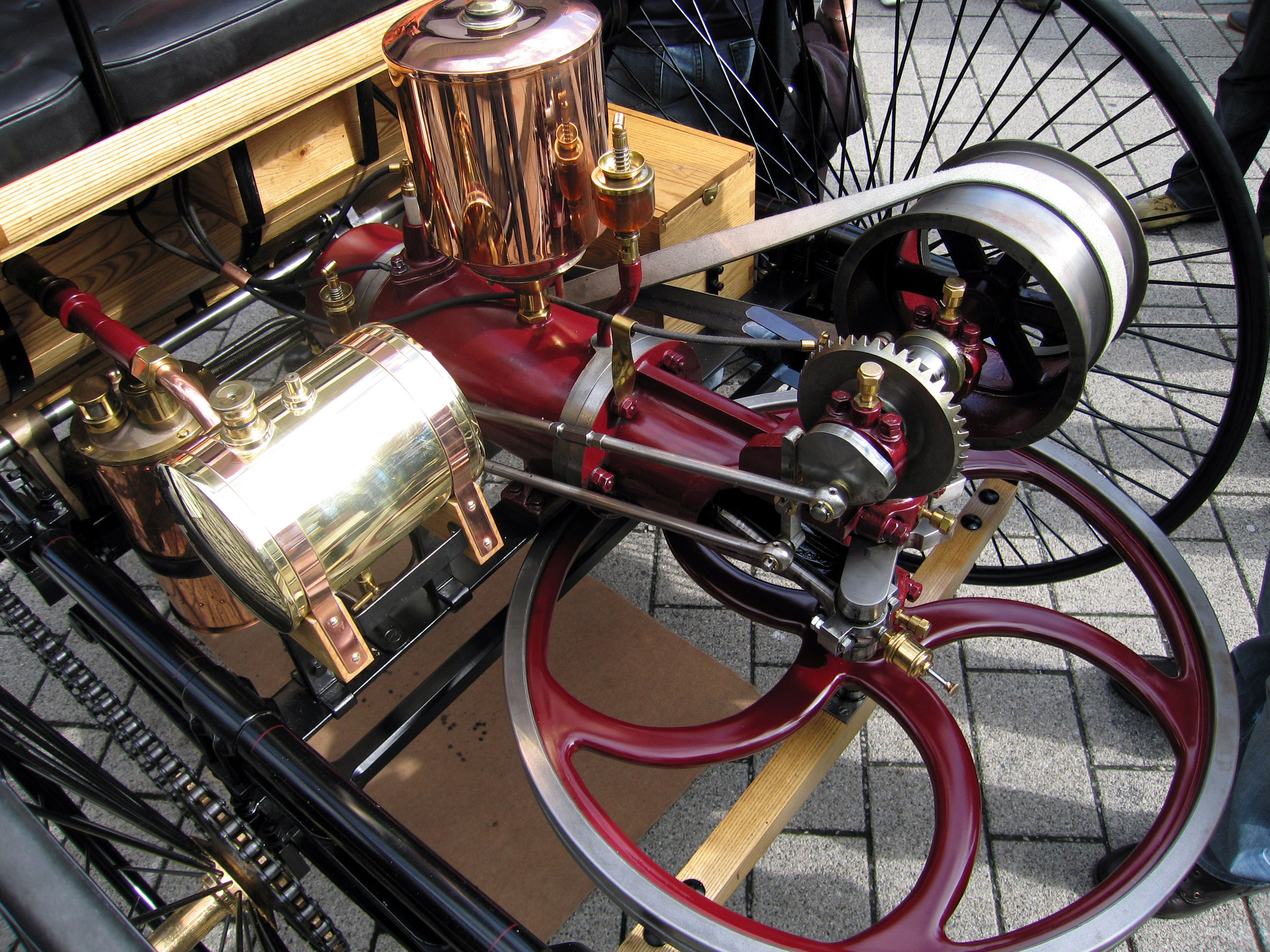
Motor Benzova vozu
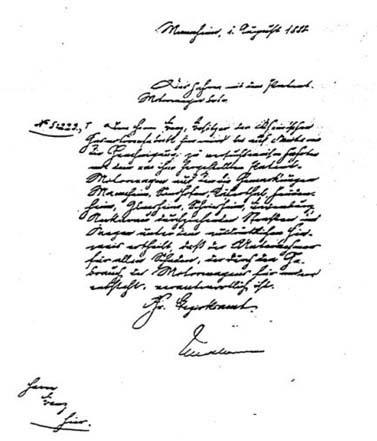
První řidičský průkaz světa, vydaný Karlu Benzovi 1. srpna 1888
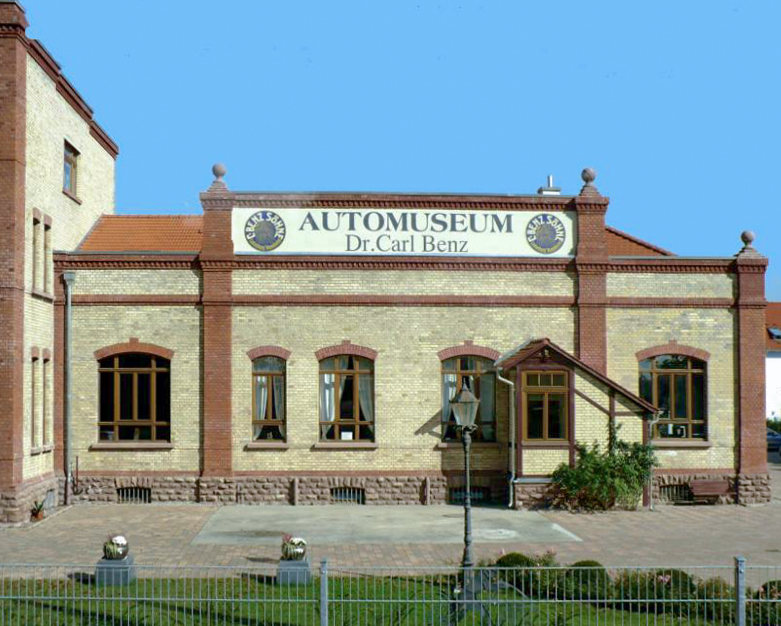
Automobilové muzeum Dr. Karla Benze v Ladenburgu, Německo
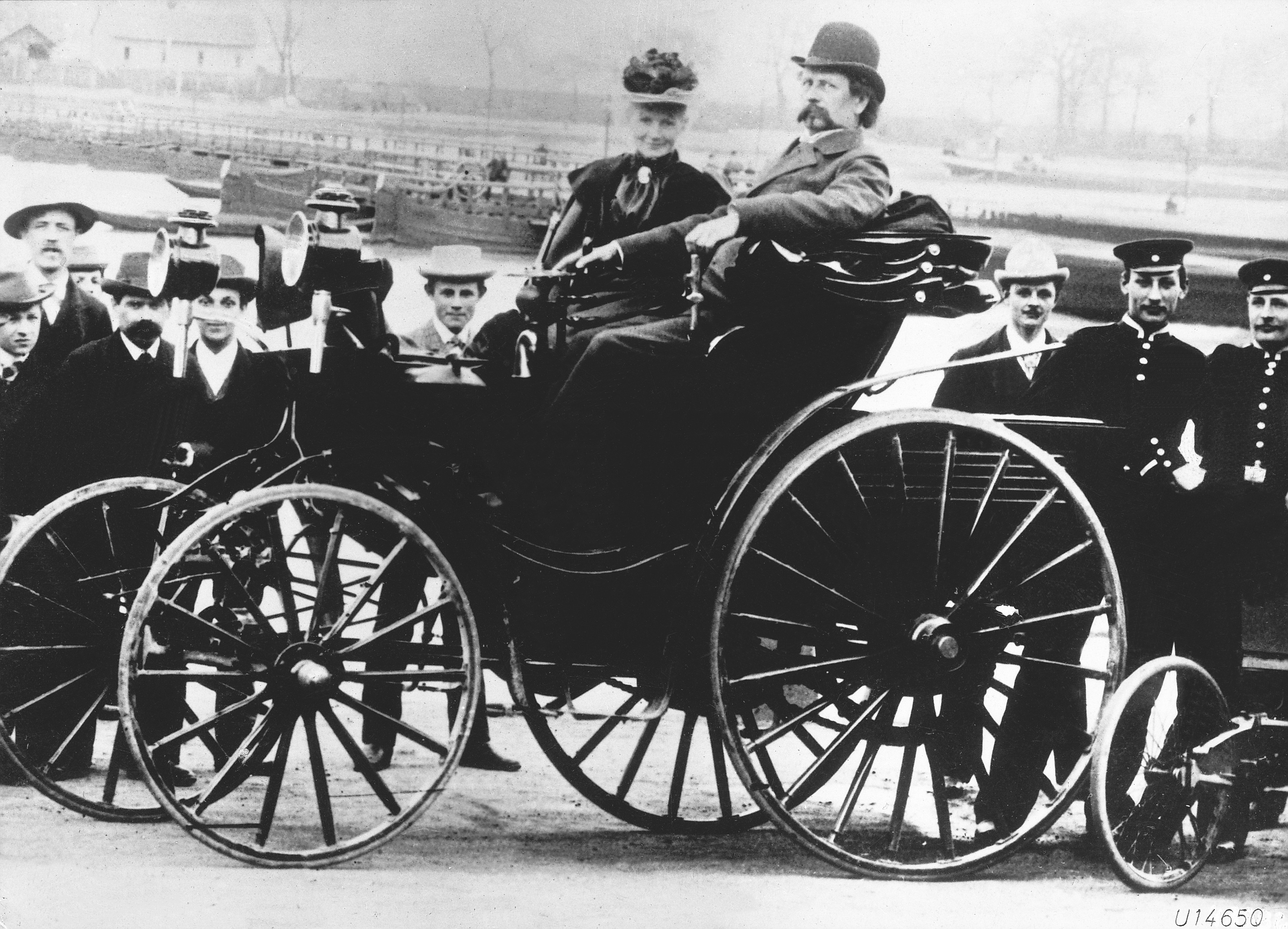
Karl Benz s manželkou Berthou Benzovou v automobilu Benz Victoria, model 1894
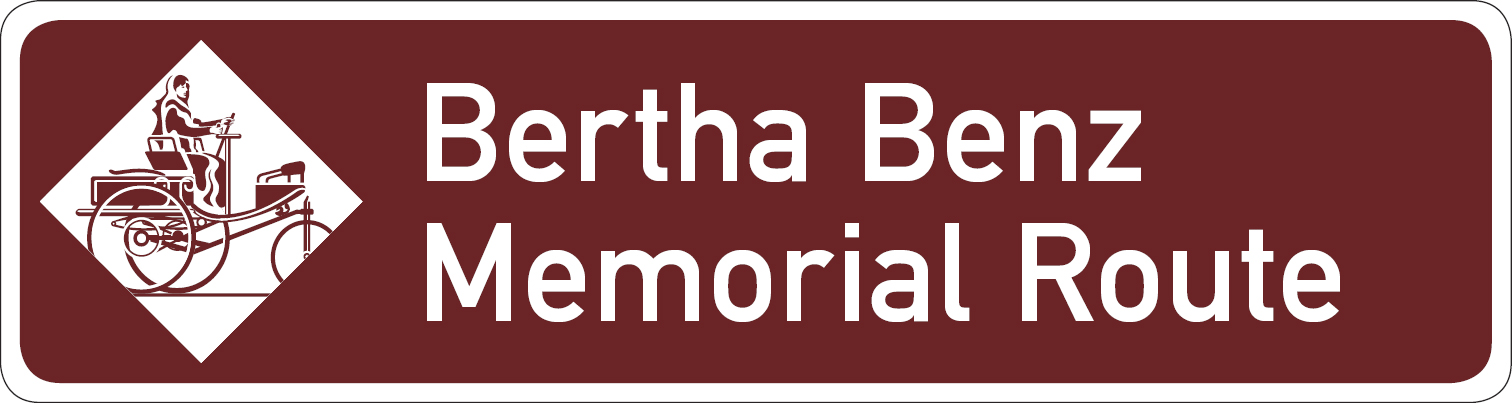
Oficiální značka cesty Berthy Benzové, která připomíná první dálkovou jízdu Benzovým motorovým vozem v roce 1888
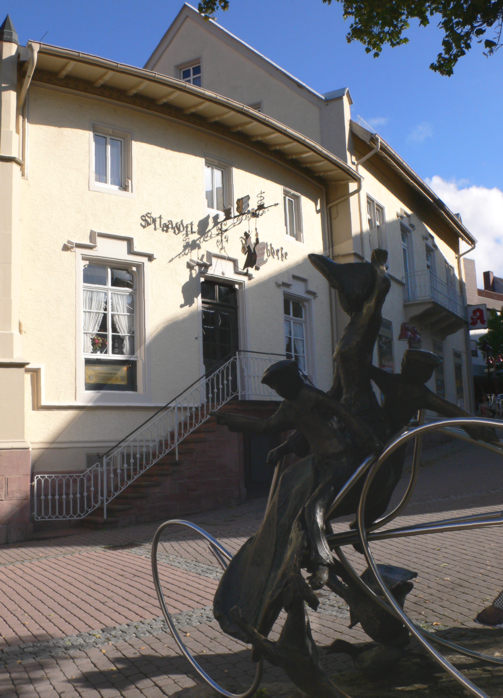
První čerpací stanice, městská lékárna ve Wieslochu, Německo